# Ladainha
Ladainha este un oraș în Minas Gerais (MG), Brazilia.